# Faninger
Faninger je priimek v Sloveniji, ki ga je po podatkih Statističnega urada Republike Slovenije na dan 1. januarja 2010 uporabljalo 6 oseb in je med vsemi priimki po pogostosti uporabe uvrščen na 23.591. mesto.

## Znani nosilci priimka
- Aleksander Faninger (1919-1976), zdravnik dermatovenerolog
- Ernest Faninger (1923-2015), geolog
- Rihard Faninger, odvetnik